# La Ribera (Jalisco)
La Ribera es una localidad mexicana ubicada en el estado de Jalisco, dentro del municipio de Ayotlán. Se ubica a 20.8 km de la cabecera municipal, Ayotlán, y es la segunda localidad más poblada del municipio.

## Geografía
La Ribera se localiza en el sureste del municipio de Ayotlán, a orillas del río Lerma, que la separa de Michoacán. Se encuentra a una altura media de 1555 m s. n. m. y cubre un área de 1.38 km².

## Demografía
De acuerdo con el censo realizado en 2020 por el Instituto Nacional de Estadística y Geografía, en La Ribera había un total de 8908 habitantes, de los que 4576 eran mujeres y 4332, hombres.
En dicho censo se registraron 2521 viviendas, de las que 2065 se encontraban habitadas. El promedio de ocupantes por vivienda particular habitada era de 4.31, mientras que por habitación era de 1.27 personas.
| Gráfica de evolución demográfica de La Ribera entre 1930 y 2020 |
|                                                                 |
| Fuente: Instituto Nacional de Estadística y Geografía.          |